# Umbra (género)
Umbra es un género de peces teleósteos nativos de Europa y Norteamérica.

## Especies
Se reconocen tres especies en este género:
- Umbra krameri Walbaum, 1792 (European mudminnow)
- Umbra limi (Kirtland, 1840) (Central mudminnow)
- Umbra pygmaea (DeKay, 1842) (Eastern mudminnow)